# Zona spettrale
Lo spettro elettromagnetico è diviso in zone o regioni spettrali ciascuna delle quali è formata da radiazioni comprese in un certo intervallo di lunghezza d'onda. Questa divisione è del tutto artificiale, ed è una convenzione usata per riferirsi ai diversi effetti della radiazione elettromagnetica.
- I raggi x e i raggi gamma hanno una lunghezza d'onda molto piccola e, di conseguenza, un'elevata energia che determina il forte potere penetrante di queste radiazioni.
- I raggi ultravioletti sono presenti nella radiazione solare ma giungono a noi in piccola quantità perché assorbiti dall'atmosfera.
- Le radiazioni visibili sono quelle percepite dall'occhio umano come luce.
- I raggi infrarossi sono emessi da tutti i corpi che irradiano calore.
- Le microonde e le onde radio sono importanti soprattutto per le comunicazioni spaziali e per i radar.